# Чемпионат мира по тяжёлой атлетике 1910 (I)
В 1910 году чемпионат мира по тяжёлой атлетике проводился дважды: в Дюссельдорфе (Германия) и Вене (Австро-Венгрия). 13-й Чемпионат мира по тяжёлой атлетике прошёл 4-6 июня в Дюссельдорфе.

## Общий медальный зачёт
| Место | Страна   | Золото | Серебро | Бронза | Всего |
| ----- | -------- | ------ | ------- | ------ | ----- |
| 1     | Германия | 2      | 3       | 1      | 6     |
| 2     | Австрия  | 2      | 1       | 3      | 6     |
| Всего | Всего    | 4      | 4       | 4      | 12    |

## Медалисты
| Вес         | Золото                  | Серебро                   | Бронза                     |
| ----------- | ----------------------- | ------------------------- | -------------------------- |
| До 60 кг    | Эмиль Климент (Австрия) | Альфред Аншютц (Германия) | Франц Шмитц (Германия)     |
| До 70 кг    | Ойген Руланд (Германия) | Карл Свобода (Австрия)    | Йозеф Швабль (Австрия)     |
| До 80 кг    | Ханс Абрахам (Германия) | Карл Аккерман (Германия)  | Рудольф Освальд (Австрия)  |
| Свыше 80 кг | Йозеф Графль (Австрия)  | Хайнрих Ронди (Германия)  | Бертольд Тандлер (Австрия) |

## Ссылка
- Статистика Международной федерации тяжёлой атлетики